# Todor Kolev
Todor Kolev (bulharskou cyrilicí Тодор Колев) (* 29. dubna 1942 Charmanli) je bývalý bulharský fotbalista, obránce. Po skončení aktivní kariéry se stal mezinárodním fotbalovým rozhodčím.

## Fotbalová kariéra
V bulharské lize hrál za CSKA Sofia, Botev Vraca, Slavii Sofia a Lokomotiv Sofia. S CSKA Sofia vyhrál v roce 1965 bulharský fotbalový pohár. V Poháru vítězů pohárů nastoupil ve 4 utkáních a ve Veletržním poháru nastoupil v 5 utkáních a dal 1 gól. Za bulharskou reprezentaci nastoupil v letech 1967–1970 v 11 utkáních a dal 1 gól. Byl členem bulharské reprezentace na Mistrovství světa ve fotbale 1970, nastoupil ve dvou utkáních a dal 1 gól.  

## Ligová bilance
| Ročník                                | Zápasy | Góly | Klub            |
| ------------------------------------- | ------ | ---- | --------------- |
| 1. bulharská fotbalová liga 1962/1963 | 7      | 0    | CSKA Sofia      |
| 1. bulharská fotbalová liga 1963/1964 | 5      | 1    | CSKA Sofia      |
| 1. bulharská fotbalová liga 1964/1965 | 6      | 1    | CSKA Sofia      |
| 1. bulharská fotbalová liga 1965/1966 | 25     | 0    | Botev Vraca     |
| 1. bulharská fotbalová liga 1966/1967 | -      | -    | Lokomotiv Sofia |
| 1. bulharská fotbalová liga 1967/1968 | -      | -    | Lokomotiv Sofia |
| 1. bulharská fotbalová liga 1968/1969 | -      | -    | Lokomotiv Sofia |
| 1. bulharská fotbalová liga 1969/1970 | -      | -    | Slavia Sofia    |
| 1. bulharská fotbalová liga 1970/1971 | -      | -    | Slavia Sofia    |
| 1. bulharská fotbalová liga 1971/1972 | -      | -    | Lokomotiv Sofia |
| 1. bulharská fotbalová liga 1972/1973 | -      | 0    | Lokomotiv Sofia |
| 1. bulharská fotbalová liga 1973/1974 | -      | -    | Lokomotiv Sofia |
| 1. bulharská fotbalová liga 1974/1975 | -      | -    | Lokomotiv Sofia |
| CELKEM 1. bulharská fotbalová liga    | -      | -    |                 |